# Landor River
Der Landor River ist ein Fluss in der Region Gascoyne im Zentrum des australischen Bundesstaates Western Australia.

## Geografie

### Flusslauf
Der Fluss entspringt nördlich des Mount Erong in der Talbot Divide und fließt nach Norden bis zu seiner Mündung in den Gascoyne River bei Landor.

### Nebenflüsse mit Mündungshöhen
Der Landor River hat folgende Nebenflüsse:
- Fleury Creek – 368 m
- Flinerty Creek – 358 m

## Geschichte
Der erste Europäer, der den Fluss entdeckte, war 1882 der Landvermesser Henry Carey. Vermutlich benannte er ihn nach dem bekannten Barrister aus Perth, E. W. Landor.